# Basile-Jean Risopoulos

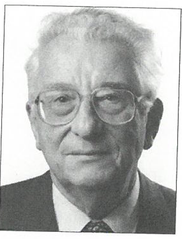
Basile-Jean Risopoulos

Basile Jean Risopoulos (Schaarbeek, 27 oktober 1919 - Elsene, 5 mei 1997) was een Belgisch volksvertegenwoordiger en senator.

## Levensloop
Risopoulos was een zoon van een Griek die in Rijsel was opgegroeid en van een moeder geboren in Wespelaar.
Na middelbare studies aan het atheneum van Schaarbeek, studeerde hij aan de ULB. Hij werd voorzitter van de Liberale Jonge Wacht in Schaarbeek. Hij promoveerde tot licentiaat in de wijsbegeerte en letteren in 1940 en tot doctor in de rechten in 1942. Hij werd aanvankelijk leraar geschiedenis en aardrijkskunde in het atheneum van Sint-Gillis.
In 1943 werd hij gearresteerd door de Duitsers op beschuldiging van clandestiene activiteiten. Na zeven maanden kwam hij vrij. Na de Bevrijding werd hij commando in het Britse leger en dit tot in januari 1946. Hij schreef zich vervolgens als advocaat in aan de balie van Brussel.
In 1960 werd hij actief in de Liberale Partij, uit onvrede omdat de talentelling was afgeschaft. In 1966 nam hij deel aan een liberaal congres waar de partij beloofde zich in te zetten voor België en tegen het flamingantisme. Maar kort daarop stapte de PVV-PLP in de regering en werden de taalwetten van 1963 toegepast.
Van 1968 tot 1977 zetelde Risopoulos in de Belgische Senaat als provinciaal senator voor Brabant, waarna hij van 1977 tot 1985 lid was van de Kamer van volksvertegenwoordigers voor het arrondissement Brussel. Hij was vanuit zijn parlementair mandaat vanaf 1971 ook lid van de Franse Cultuurraad en opvolger de Franse Gemeenschapsraad.
Binnen de Brusselse federatie van de PLP was Risopoulos een van de radicaalste verdedigers van de belangen van de Franstaligen in de Brusselse agglomeratie en de Brusselse Rand. In 1969 nam hij deel aan de werking van de Groupe des 28 die de Franstaligheid verdedigde en aan de oorsprong lag van de opkomst van het Front Démocratique des Francophones (FDF). In 1971 was hij een van de medeoprichters van het Rassemblement Bruxellois, het kartel dat de Brusselse federatie van de PLP en het FDF sloten ter gelegenheid van de verkiezing voor de Brusselse Agglomeratieraad. In januari 1973 was hij dan weer een van de grondleggers van de Parti Libéral Démocrate et Pluraliste (PLDP), een partij die de dissidente Brusselse liberalen groepeerde die het oneens waren met het Brusselse beleid van de regering-Leburton, waar de Vlaamse en Waalse liberalen deel van uitmaakten. De PLDP werd in mei 1974 herdoopt tot Parti Libéral Bruxellois (PL), waarvan Risopoulos van september 1974 tot december 1976 de voorzitter was.
Onder zijn opvolger Georges Mundeleer kwam het tot een toenadering tussen de Brusselse liberalen en hun Vlaamse en Waalse geestesgenoten en werd in toenemende mate afstand genomen van het FDF. Risopoulos kon zich daar niet in vinden en verliet daarom in september 1978 de PL. Een maand later sloot hij zich aan bij het FDF, waarin hij veel vriende had, zoals Jean Van Ryn, André Lagasse, François Persoons, Lucien Outers en Antoinette Spaak. Van 1979 tot 1985 was hij voorzitter van de FDF-fractie in de Kamer van volksvertegenwoordigers.
In 1988 werd hij verkozen tot gemeenteraadslid in Elsene. Hij zetelde er, samen met Antoinette Spaak, op de oppositiebanken, onder burgemeester Albert Demuyter. Bij de verkiezingen van 1994 kwam er een coalitie PRL-FDF onder burgemeester Yves de Jonghe d'Ardoye en werd Risopoulos schepen van Financiën tot aan zijn dood in 1997.
Ook was hij ondervoorzitter van de raad van bestuur van de ULB en voorzitter van de Maison de la Francité.